# Michel de Certeau
Michel Jean Emmanuel de La Barge de Certeau (Chambéry, 17 mei 1925 – Parijs, 9 januari 1986) was een Franse jezuïet en wetenschapper die werkzaam was als historicus, filosoof, theoloog en psychoanalyticus. In de jaren zestig en zeventig van de twintigste eeuw drukte Certeau, net als de marxist Henri Lefebvre een groot en eigen stempel op de kritische cultuurfilosofie. Met name op het belang en de dynamiek van het alledaagse leven in een moderne, stedelijke samenleving. De Parijse studentenrevolte, de 'mei '68' gebeurtenissen, zijn van grote invloed geweest op zijn theoretische ontwikkeling. Rond de eeuwwisseling kwam zijn werk opnieuw in de belangstelling, met name binnen de studies van de alledaagse populaire cultuur en de media- en communicatiestudies.

## Biografie
Michel de Certeau werd geboren in Chambéry in Savoie. Zijn vader Hubert de La Barge de Certeau stamde uit een familie van kleine landadel. Zijn moeder, die al vroeg wees was, stamde uit een familie uit de Dauphiné. Hij was de oudste van vier kinderen. Hij werd opgevoed in een streng katholieke traditionalistische atmosfeer. In het voortgezet onderwijs studeerde hij Grieks, Latijn en Duitse filosofie. Aan de universiteiten van Grenoble, Lyon en Parijs studeerde hij klassieke letteren en wijsbegeerte. In de herfst van 1950 besloot hij toe te treden tot de Sociëteit van Jezus, bekend als de jezuïeten, om missionaris in China te worden. In 1953 kreeg hij de gelegenheid aan het bekende jezuïeten seminarie Les Fontaines in Chantilly het speciale jaarprogramma te volgen. Hij bracht een jaar lang met medestudenten en onder leiding van pater Joseph Gauvin door met zes uur per dag Hegel lezen (in het Duits) en becommentariëren. Op 31 juli 1956 werd Michel Certeau in Lyon tot priester gewijd.
Al voor zijn jezuïetentijd was Certeau begonnen met de voorbereiding van zijn proefschrift over Sint Augustinus. Uiteindelijk zou hij in 1960 aan de Sorbonne promoveren in de godsdienstwetenschappen op een proefschrift over het dagboek van Pierre Favre, een van de eerste jezuïeten uit de zestiende eeuw. Hij doceerde aan verschillende ordescholen en het autonome Institut Catholique van Parijs. Zijn studies en publicaties waren in opdracht van de jezuïetenorde. Hij was redacteur van jezuïetentijdschriften waarmee men probeerde de katholieke spiritualiteit te vernieuwen. Certeau noemde zich spiritualiteitshistoricus. Naast de Europese Certeau, de geschiedfilosoof en historicus van geloof en mystiek, is er een Amerikaanse Certeau, de theoreticus van het alternatieve discours.
De gebeurtenissen van mei 1968 brachten een kentering in het leven en de carrière van Certeau. Tot dan waren zijn publicaties overwegend van theologische en historische aard. In 1968 publiceerde hij La prise de parole, een cultuurfilosofische analyse van de gebeurtenissen van mei '68. Hij neemt vanaf die tijd een veel directere houding aan die aansluit bij de culturele en politieke gebeurtenissen. Certeau ziet in 'mei '68 'het woord nemen' als een symbolische revolutie. Anders dan de situationisten zet hij zich niet af tegen 'het systeem', maar probeert hij te analyseren wat er precies gebeurde door 'het woord nemen'.
Michel Certeau had een gezonde stijl van leven. Hij verkeerde in zeer goede fysieke conditie toen in juli 1985 onverwacht de diagnose kanker werd geconstateerd. Hij overleed op 9 januari 1986 in zijn appartement in Parijs.

## Werk

### Historische studies in opdracht van de jezuïetenorde
Oorspronkelijk had Certeau zich als voorbereiding op zijn dissertatie verdiept in Augustinus. Op verzoek van de jezuïtenorde maakt hij studie van het begin van de spirituele beweging in Frankrijk in de zestiende en zeventiende eeuw. Hij promoveert in 1960 op de dagboeken van Pierre Favre.
Na zijn dissertatie doet Certeau onderzoek naar de mysticus Jean-Joseph Surin. Hij publiceert twee maal, in 1963 en 1966.

##### Studies van Michel de Certeau
- (1960) Mémorial du Bienheureux Pierre Favre, Paris, Desclée de Brouwer.
- (1963) Guide spirituel pour la perfection de Jean-Joseph Surin, Paris, Desclée de Brouwer.
- (1966) La Correspondance de Jean-Joseph Surin, Paris, Desclée de Brouwer.

### Ander werk van Certeau
Kern in het werk van Certeau is de alledaagsheid. In de jaren zestig van de twintigste eeuw ontwikkelde zich een filosofische stroming die het belang en de dynamiek van het alledaagse leven in moderne, stedelijke samenlevingen thematiseerde. Henri Lefebvre en Michel de Certeau waren daarbij de belangrijkste auteurs. Zij zochten naar een beter begrip van de moderniteit en haar neerslag in de grootstedelijke cultuur.

##### Publicaties
- (1968) La Prise de parole et autres écrits politiques; vert: The capture of speech. Seuil (1994).
- (1969) L'étranger ou l'union dans la différence; vert: De vreemdeling. Eenheid in verschil. Sjibbolet (2019)
- (1970) La possession de Loudun, Parijs.
- (1973) L'Absent de l'histoire, Paris, Mame.
- (1974) La Culture au pluriel, recueil d'articles réunis sous la dir. de M. de Certeau; 3è éd. corrigée et présentée par Luce Giard, Paris, Le Seuil, 1993.
- (1982) La Fable mystique (XVI e -XVII ste eeuw), Volume I, Paris, Gallimard, 1982 ; herdr. 1995.
- (1984) The Practice of Everyday Life. University of California Press; oorspr. L'invention du quotidien. (1980)
- (1983) L'Ordinaire de la communication, en collab. avec Luce Giard, Paris, Dalloz.
- (1987) Histoire et psychanalyse entre science et fiction, Présentation de Luce Giard, Paris, Gallimard.

##### Postuum uitgegeven werk
- (1987) Histoire et psychoanalyse entre science et fiction, Parijs.
- (1987) La Faiblesse de croire, Parijs.
- (2013) La Fable mystique (XVI e -XVII ste eeuw), Volume II

## Publicaties over Michel de Certeau
- Jeremy Ahaerne (1995): Michel de Certeau. Interpretation and its other, Oxford.
- Koenraad Geldof en Rudi Laermans (1996): Sluipwegen van het denken. Over Michel de Certeau, Nijmegen.
- Luce Giard (2006): Michel de Certeau's Biography. Dept of History, UC San Diego

- Bibsys: 90080344
- Biblioteca Nacional de España: XX1116261
- Bibliothèque nationale de France: cb11895772j (data)
- Catàleg d'autoritats de noms i títols de Catalunya: 981058595987506706
- CiNii: DA01660923
- Digitale Bibliotheek voor de Nederlandse Letteren: cert002
- Gemeinsame Normdatei: 118870831
- International Standard Name Identifier: 0000 0001 2132 6104
- Library of Congress Control Number: n82144576
- Nationale Bibliotheek van Letland: 000200122
- MusicBrainz: 0b05f049-da8f-471c-86eb-05a8e7374c30
- Bibliotheek van het Japanse parlement: 00435604
- Nationale Bibliotheek van Tsjechië: js20020722024
- Nationale bibliotheek van Australië: 36105111
- Nationale Bibliotheek van Israël: 987007313641205171
- Nationale en Universitaire bibliotheek Zagreb: 000301808
- Nederlandse Thesaurus van Auteursnamen: 07390984X
- Istituto Centrale per il Catalogo Unico: CFIV072418
- LIBRIS: 181292
- SNAC: w61s8xr4
- Système universitaire de documentation: 026774747
- Trove: 1213069
- Union List of Artist Names: 500252015
- Virtual International Authority File: 51687040
- WorldCat: E39PBJv8GDdvgWGD3FqCR8fH4q